# Стрелец, Валерий Иванович
Вале́рий Ива́нович Стреле́ц (рум. Valeriu Streleț; род. 8 марта 1970, с. Царёвка, Резинский район, Молдавская ССР, СССР) — молдавский политический и государственный деятель. Премьер-министр Республики Молдова с 30 июля 2015 по 29 октября 2015 года.

## Биография
Валерий Стрелец родился 8 марта 1970 года в селе Царёвка Резинского района Молдавской ССР. В 1993 году окончил факультет истории Государственного университета Молдовы, в 2005 году — факультет общей экономики и права в Академии экономического образования Молдовы.
В 1994—1995 годах — начальник отдела рекламы Инвестиционного приватизационного фонда CAIS. В 1996—2003 годах — директор компании «Биоагрокем» по торговле агрохимической продукцией. С 2003 по 2009 год — генеральный директор торговой фирмы «Биопротект».

### Политическая деятельность
В 1994 году Валерий Стрелец становится председателем Национальной лиги молодёжи Молдовы, учреждённой в 1991 году. На парламентских выборах 1994 года Национальная лига молодёжи Молдовы входит в состав избирательного блока «Социал-демократический блок», который получает на выборах поддержку 3,66 % голосов и не преодолевает избирательный барьер.
В феврале 2001 года формируется избирательный блок «Plai Natal» («Родной край»), в состав которого вошла и Национальная лига молодёжи Молдовы под руководством Стрельца. По результатам парламентских выборов 2001 года, блок получает 1,58 % голосов и не преодолевает избирательный барьер.
В ноябре 2001 года Национальная лига молодёжи Молдовы присоединяется к Социал-либеральной партии (СЛП) Олега Серебряна. Валерий Стрелец становится вице-председателем СЛП.
В октябре 2007 года Валерий Стрелец участвует в создании Либерал-демократической партии Молдовы (ЛДПМ). Избирается в парламент Республики Молдова в июле 2009 и ноябре 2010 года. С мая 2011 года до 29 декабря 2014 года — председатель парламентской фракции ЛДПМ.
27 июля 2015 года Валерий Стрелец назначен кандидатом на должность премьер-министра Республики Молдова.
30 июля 2015 года Валерий Стрелец назначен премьер-министром Республики Молдова голосами 52 депутатов.
29 октября 2015 года Валерию Стрелецу и его правительству объявили в парламенте вотум недоверия, «За» вотум проголосовали 65 депутатов, «против» — 18.

## Правительство Стрельца
| Должность                                                                     | Имя                   | Партия       | Дата назначения | Дата освобождения |
| ----------------------------------------------------------------------------- | --------------------- | ------------ | --------------- | ----------------- |
| Премьер-министр                                                               | Валерий Стрелец       | ЛДПМ         | 30 июля 2015    | 29 октября 2015   |
| Премьер-министр                                                               | Георгий Брега (и. о.) | ЛПМ          | 29 октября 2015 | 20 января 2016    |
| Вице-премьер-министры                                                         |                       |              |                 |                   |
| Первый вице-премьер-министр, Министр иностранных дел и европейской интеграции | Наталья Герман        | ЛДПМ         | 30 июля 2015    | 20 января 2016    |
| Вице-премьер-министр, Министр экономики                                       | Стефан Кристоф Бриде  | ДПМ          | 30 июля 2015    | 20 января 2016    |
| Вице-премьер-министр по реинтеграции                                          | Виктор Осипов         | ДПМ          | 30 июля 2015    | 20 января 2016    |
| Вице-премьер-министр по социальным вопросам                                   | Георгий Брега         | ЛПМ          | 30 июля 2015    | 20 января 2016    |
| Министры                                                                      |                       |              |                 |                   |
| Министр финансов                                                              | Анатолий Арапу        | ЛДПМ         | 30 июля 2015    | 20 января 2016    |
| Министр строительства и регионального развития                                | Василий Бытка         | ДПМ          | 30 июля 2015    | 20 января 2016    |
| Министр сельского хозяйства и пищевой промышленности                          | Ион Сула              | ЛДПМ         | 30 июля 2015    | 20 января 2016    |
| Министр окружающей среды                                                      | Валерий Мунтяну       | ЛПМ          | 30 июля 2015    | 20 января 2016    |
| Министр просвещения                                                           | Корина Фусу           | ЛПМ          | 30 июля 2015    | 20 января 2016    |
| Министр здравоохранения                                                       | Руксанда Главан       | ДПМ          | 30 июля 2015    | 20 января 2016    |
| Министр труда, социальной защиты и семьи                                      | Мирча Буга            | ЛДПМ         | 30 июля 2015    | 20 января 2016    |
| Министр культуры                                                              | Моника Бабук          | ДПМ          | 30 июля 2015    | 20 января 2016    |
| Министр транспорта и дорожной инфраструктуры                                  | Юрий Киринчук         | ЛПМ          | 30 июля 2015    | 20 января 2016    |
| Министр юстиции                                                               | Владимир Чеботарь     | ДПМ          | 30 июля 2015    | 20 января 2016    |
| Министр внутренних дел                                                        | Олег Балан            | ЛДПМ         | 30 июля 2015    | 20 января 2016    |
| Министр информационных технологий и коммуникаций                              | Павел Филип           | ДПМ          | 30 июля 2015    | 20 января 2016    |
| Министр обороны                                                               | Анатолий Шалару       | ЛПМ          | 30 июля 2015    | 20 января 2016    |
| Министр молодёжи и спорта                                                     | Лоретта Хандрабура    | ЛДПМ         | 30 июля 2015    | 20 января 2016    |
| Члены правительства по должности                                              |                       |              |                 |                   |
| Башкан Гагаузии                                                               | Ирина Влах            | Беспартийная | 30 июля 2015    | 20 января 2016    |
| Президент академии наук                                                       | Георгий Дука          | ДПМ          | 30 июля 2015    | 20 января 2016    |

## Семейное положение
Женат, имеет двоих детей.

## Языки
Валерий Стрелец владеет румынским, русским, французским и английским языками.

## Награды
- 2014 — Орден Республики[4]